# Zenobi (Korzinkin)
Zenobi, imię świeckie Anatolij Aleksiejewicz Korzinkin (ur. 19 czerwca 1948 w Słowiańsku) – rosyjski biskup prawosławny.

## Życiorys
Urodził się w rodzinie konserwatora zabytków. Oprócz edukacji ogólnokształcącej ukończył szkołę muzyczną w Doniecku, a następnie Państwowy Instytut Muzyczno-Pedagogicznym w tym samym mieście w klasie skrzypiec. Po ukończeniu stażu w konserwatorium moskiewskim został skierowany do pracy pedagogicznej w szkole muzycznej w Zaporożu. W latach 1972–1973 odbył zasadniczą służbę wojskową. 
29 kwietnia 1978 arcybiskup kurski i biełgorodzki Chryzostom wyświęcił go na diakona i skierował do służby w cerkwi Opieki Matki Bożej w Rylsku. 25 października 1978 został wyświęcony na kapłana i skierowany do cerkwi Zaśnięcia Matki Bożej we wsi Kastornoje. 22 lutego 1984 złożył wieczyste śluby mnisze z imieniem Zenobi. W tym samym roku objął funkcję dziekana dekanatu kastorienskiego eparchii kurskiej. Od 1987 był proboszczem parafii Trójcy Świętej w Szczygrach oraz dziekanem dekanatu szczygierskiego. 4 listopada 1988 otrzymał godność ihumena. 
We wrześniu 1998 został dziekanem wydziału teologicznego uniwersytetu w Kursku. Rok później uzyskał stopień kandydata nauk pedagogicznych, zaś w 2003 otrzymał tytuł docenta w dziedzinie religioznawstwa. W 1999 otrzymał godność archimandryty. 
22 marca 2011 Święty Synod Rosyjskiego Kościoła Prawosławnego nominował go na biskupa elisteńskiego i kałmuckiego. Jego chirotonia biskupia odbyła się 3 kwietnia tego samego roku w soborze Chrystusa Zbawiciela w Moskwie z udziałem patriarchy moskiewskiego i całej Rusi Cyryla, metropolitów krutickiego i kołomieńskiego Juwenaliusza, sarańskiego i mordowskiego Warsonofiusza, woroneskiego i borysoglebskiego Sergiusza, arcybiskupów kurskiego i rylskiego Hermana, biełgorodzkiego i starooskolskiego Jana, naro-fomińskiego Justyniana, władykaukaskiego i machaczkalskiego Zosimy, siergijewo-posadskiego Teognosta, biskupów zarajskiego Merkuriusza, archangielskiego i chołmogorskiego Daniela oraz sołnecznogorskiego Sergiusza. 
W 2014 otrzymał godność arcybiskupa. W tym samym roku został przeniesiony na katedrę sarańską i mordowską. W związku z tą decyzją otrzymał godność metropolity.